# Jonathan Midol
Jonathan Midol (Annecy, 13 gennaio 1988) è un ex sciatore freestyle e sciatore alpino francese, specialista dello ski cross.

## Biografia

### Stagioni 2004-2011
Midol, originario di Le Grand-Bornand, nella prima parte della sua carriera ha gareggiato nello sci alpino: attivo in gare FIS dal dicembre del 2003, in Coppa Europa ha esordito il 24 gennaio 2006 a Châtel in supergigante (59º) e ha ottenuto come migliori piazzamenti due trentottesimi posti, entrambi a Les Orres in supergigante: il 30 gennaio 2009 e il 29 gennaio 2010, nella sua ultima gara nel circuito.
La sua ultima gara nello sci alpino è stata uno slalom speciale FIS disputato il 27 marzo 2011 a Lutsen, vinto da Midol; durante la sua carriera nello sci alpino non ha esordito in Coppa del Mondo né preso parte a rassegne olimpiche o iridate.

### Stagioni 2012-2023
Dalla stagione 2011-2012 si è dedicato al freestyle, specialità ski cross, anche se aveva già preso parte a una gara FIS nel febbraio del 2011; ha esordito in Coppa del Mondo il 18 dicembre 2011 a San Candido (41º), in Coppa Europa il 9 febbraio 2012 a Val Thorens (27º) e ai Mondiali a Oslo/Voss 2013 (51º). Il 15 marzo 2014 ha conquistato a Åre il primo podio in Coppa del Mondo (2º) e l'anno dopo ai Mondiali di Kreischberg 2015 si è classificato 15º.
Ai XXIII Giochi olimpici invernali di Pyeongchang 2018, sua unica presenza olimpica, ha vinto la medaglia di bronzo nello ski cross; il 21 dicembre dello stesso anno ha conquistato a San Candido la prima vittoria in Coppa del Mondo e ai Mondiali di Park City 2019 si è classificato 22º. Ai Mondiali di Idre Fjäll/Astana/Aspen 2021 è stato 11º; nel 2020 in Coppa del Mondo ha conquistato la sua seconda e ultima vittoria, il 20 dicembre a Val Thorens, e il 23 marzo 2021 l'ultimo podio, a Veysonnaz (2º). Ai Mondiali di Bakuriani 2023, suo congedo iridato, si è classificato 22º; il 16 marzo seguente ha ottenuto a Passo San Pellegrino il suo unico podio in Coppa Europa (2º) e si è ritirato in occasione dei successivi Campionati francesi 2023 (Avoriaz, 19 aprile), dove ha vinto la medaglia d'argento.

## Palmarès

### Freestyle

#### Olimpiadi
- 1 medaglia:
  - 1 bronzo (ski cross a Soči 2014)

#### Coppa del Mondo
- Miglior piazzamento in classifica generale: 40º nel 2019
- Miglior piazzamento nella classifica di ski cross: 7º nel 2019
- 7 podi:
  - 2 vittoria
  - 3 secondi posti
  - 2 terzi posti

##### Coppa del Mondo - vittorie
| Data             | Località    | Paese   | Specialità |
| ---------------- | ----------- | ------- | ---------- |
| 21 dicembre 2018 | San Candido | Italia  | SX         |
| 20 dicembre 2020 | Val Thorens | Francia | SX         |

Legenda:

SX = ski cross

#### Coppa Europa
- Miglior piazzamento nella classifica di ski cross: 23º nel 2023
- 1 podio:
  - 1 secondo posto

#### Campionati francesi
- 2 medaglie:
  - 2 argenti (ski cross nel 2012; ski cross nel 2023)